# Bogdašići (Bileća)
Pour les articles homonymes, voir Bogdašići.
Bogdašići (en serbe cyrillique : Богдашићи) est un village de Bosnie-Herzégovine. Il est situé dans la municipalité de Bileća et dans la république serbe de Bosnie. Selon les premiers résultats du recensement bosnien de 2013, il compte 45 habitants.

## Démographie

### Évolution historique de la population dans la localité
| 1948 | 1953 | 1961 | 1971 | 1981 | 1991 | 2013 |
| ---- | ---- | ---- | ---- | ---- | ---- | ---- |
| 157  | 178  | 163  | 111  | 68   | 64,  | 45   |

|  |